# B-Jugend
Die B-Jugend (auch B-Junioren oder U17 genannt) ist die zweitälteste Gruppe von Jugendsportlern, beispielsweise im Fußball oder Handball.

## Allgemeine Regel
In der Regel beträgt das Alter dieser Sportler 15 bis 17 Jahre. In der Saison 2025/2026 zum Beispiel waren dies die Geburtsjahrgänge 2009 und 2010.
Die jüngeren Sportler teilen sich, je nach ihrem Alter in die C- oder D-Jugend (im Fußballsport hinuntergehend bis G-Jugend), die älteren in die A-Jugend, ein.
In vielen Sportarten wird statt der Buchstabenbezeichnungen der Begriff U für „unter“ in Verbindung mit dem maximalen Alter der Sportler verwendet, beispielsweise U17 (entspricht der B-Jugend). In einigen Sportarten wird diese Bezeichnung auch nur bei den weiblichen Jugendlichen verwendet.

## Differierende Bezeichnung in verschiedenen Sportarten

### Fechtsport
Die B-Jugend im Fechtsport beschreibt die Altersklasse der 12- bis 13-jährigen Jugendlichen.

### Fußball
B-Junioren/B-Juniorinnen (U17/U16): B-Junioren einer Spielzeit sind Spieler, die im Kalenderjahr, in der die Saison beginnt, das 15. oder das 16. Lebensjahr vollenden oder vollendet haben. In diesen Altersklassen sind auch gemischte Mannschaften zugelassen. In der Schweiz dürfen B-Juniorinnen aller Altersklassen in den dementsprechenden Juniorenmannschaften oder eine schwächer spielen (also B-Juniorinnen dürfen mit den C-Junioren spielen). In Deutschland dürfen B-Juniorinnen nur mit Zustimmung der Erziehungsberechtigten in Junioren-Mannschaften spielen. Im früheren DDR-Fußball wurden die B-Jugendspieler als „Jugend“ kategorisiert und umfassten die Altersklassen 15 und 16, während die A-Jugend als „Junioren“ bezeichnet wurde und die 17- und 18-jährigen Kicker hier spielberechtigt waren.

### Leichtathletik
In der Leichtathletik bezeichnet B-Jugend bzw. U18 diejenigen, die zu Beginn eines Kalenderjahres 15 oder 16 Jahre alt sind, im Jahresverlauf also 16 oder 17 Jahre alt werden.

### Radsport
Im Radsport war die Bezeichnung B-Jugend noch bis in die 1980er Jahre gebräuchlich. Dann wurde sie durch die international übliche Bezeichnung U17 abgelöst. Parallel wird die Bezeichnung Jugend verwendet.